# Szocie
Szocie (biał. Шоці; ros. Шоти) – wieś na Białorusi, w obwodzie witebskim, w rejonie głębockim, w sielsowiecie Udział.

## Historia
W czasach zaborów wieś w gminie Wierzchnie, w powiecie dzisieńskim, w guberni wileńskiej Imperium Rosyjskiego.
W latach 1921–1945 wieś leżała w Polsce, w województwie wileńskim, w powiecie dziśnieńskim, w gminie Wierzchnie, od 1929 roku w gminie Głębokie.
Według Powszechnego Spisu Ludności z 1921 roku zamieszkiwało tu 134 osoby, wszystkie były wyznania rzymskokatolickiego. Jednocześnie 121 mieszkańców zadeklarowało polską a 13 białoruską przynależność narodową. Było tu 28 budynków mieszkalnych. W 1931 w 23 domach zamieszkiwało 110 osób.
Wierni należeli do parafii rzymskokatolickiej w Udziale. Miejscowość podlegała pod Sąd Grodzki w Głebkiem i Okręgowy w Wilnie; właściwy urząd pocztowy mieścił się w Głebokiem.
W wyniku napaści ZSRR na Polskę we wrześniu 1939 miejscowość znalazła się pod okupacją sowiecką. 2 listopada została włączona do Białoruskiej SRR. Od czerwca 1941 roku pod okupacją niemiecką. W 1944 miejscowość została ponownie zajęta przez wojska sowieckie i włączona do Białoruskiej SRR.
Od 1991 w składzie niepodległej Białorusi.